# Indigofera hermannioides
Indigofera hermannioides är en ärtväxtart som beskrevs av Jan Bevington Gillett. Indigofera hermannioides ingår i släktet indigosläktet, och familjen ärtväxter. Inga underarter finns listade i Catalogue of Life.